# Andagtsbog
En andagtsbog er en bog og indeholder som navnet angiver andagter. Der findes mange forskellige andagtsbøger. Andagtsbøger har en lang historie; i 1674 udgav Thomas Kingo første del af sin andagtsbog "Åndeligt sjungekor". De nyere andagtsbøger har som oftest en andagt pr. dag i året. 

## Ekstern henvisning
- Dagens andagt

| Sprog og litteratur | Spire Denne artikel om litteratur er en spire som bør udbygges. Du er velkommen til at hjælpe Wikipedia ved at udvide den. |